# Andreas Harsch
Andreas Harsch (* um 1554 in Herbertingen; † 1612 in Holzhausen, heute Gemeinde March (Breisgau)) war Jurist und Kanzler der vorderösterreichischen Regierung in Ensisheim. Er entstammte einfachen bäuerlichen Verhältnissen und gilt nach aktuellem Stand der Heimatforschung als erste akademisch graduierte Person Herbertingens in der damals 700-jährigen Geschichte. In seiner Laufbahn nahm er leitende Funktionen in der Regierung von Vorderösterreich ein und wurde später Ortsherr von Holzhausen sowie Ober- und Unterreute, heute Reute (Breisgau). Als Ortsherr und Träger eines Wappenbriefs zählte er zum Niederadel der habsburgischen Vorlande.

## Herkunft und Familie
Andreas Harsch wurde um 1554 in Herbertingen im heutigen Landkreis Sigmaringen geboren. Er entstammte einfachen bäuerlichen Verhältnissen. Seine Eltern sind urkundlich nicht überliefert. Heimatgeschichtliche Nachforschungen zu den Herbertinger Geschlechternamen des 15. bis 17. Jahrhunderts konzentrieren sich jedoch auf den Stamm von Hans Harsch. Dieser bewirtschaftete zu jener Zeit ein stattliches Lehen vom Spital Saulgau  in der Niessgasse (heute Nr. 7). Nachweisbar sind zwei jüngere Brüder, Michael (1561–1594) und Konrad (1565–1626) Harsch. Sie studierten ebenfalls an der Universität Freiburg, und zwar Theologie und Medizin. Ihnen galt zeitlebens das besondere Augenmerk von Andreas.

## Studium in Freiburg und Dôle

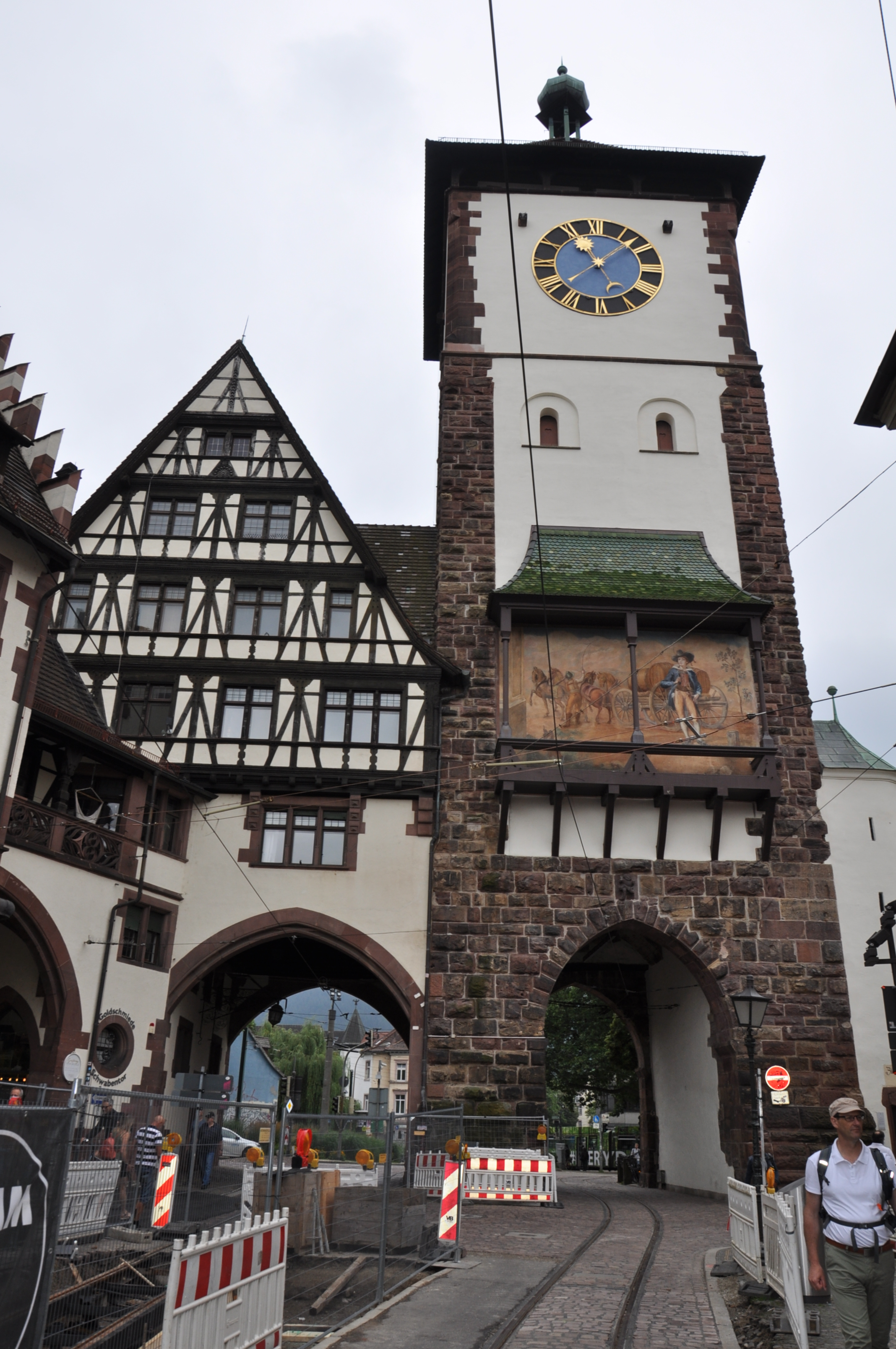
Schwabentor in Freiburg, aufgenommen am 17. Juli 2021

Harsch immatrikulierte am 9. Oktober 1568 an der Universität Freiburg im Breisgau bei Professor Christoph Eliner, einem angesehenen Theologen aus dem nahegelegenen Meßkirch. Mit der Eintragung in die Matrikel der Universität wurde Andreas Harsch wie allen anderen Scholaren (Studenten) das akademische Bürgerrecht verliehen. Damit unterstand er nicht der Gerichtsbarkeit der Stadt Freiburg, sondern ausschließlich der der Universität. Mit der Aufnahme in die Universität begann für Andreas Harsch ein Leben in zunächst nahezu klösterlicher Abgeschiedenheit unter Beachtung strengster Regeln. Am 17. Januar 1570 verzeichnete er mit dem baccalaureus artium einen ersten Erfolg. In der Folge mehrte er sein Wissen u. a. in den Fächern Logik, Rhetorik und Ethik. Diese Fächer erwiesen sich als bedeutsam für seine spätere Laufbahn. Zwei Jahre später, am 15. Februar 1572, folgte der akademische Grad Magister artium. Dieser Abschluss war Voraussetzung für das von ihm angestrebte Studium der Rechte. Nach weiteren Semestern an der als „Drehkreuz für Karrierewege“ und als université de qualité bezeichneten Universität Dole promovierte er dort am 11. November 1579 zum Doctor iuris.

## Verleihung Wappen und Satzbürgerrecht
1578 wurde den drei Brüdern von Wilhelm Böcklin von Böcklinsau (Pfalzgraf), Domprobst und Kaiserlicher Rat, in Anbetracht der Dienste, die er und seine Brüder Michael und Konrad Harsch Kaiser, Reich und dem Hause Österreich geleistet haben… in Freiburg ein Wappen verliehen: vorn in Gold zwei gekreuzte gestümmelte rote Baumäste, hinten in Rot, einwärts gekehrt, ein goldener Löwe. Mit der Promotion 1579 zum Doctor jur. erfüllte Andreas die Voraussetzungen, um Satzbürger der Stadt Freiburg im Breisgau zu werden. Dieses Recht konnten nur auswärtige Angehörige des Adels oder Gelehrte beantragen und erhalten. Es berechtigte die Inhaber u. a. zur eingeschränkten Berufsausübung, wie z. B. als Advokat innerhalb der Stadtgrenzen.

## Regierungslaufbahn in Ensisheim

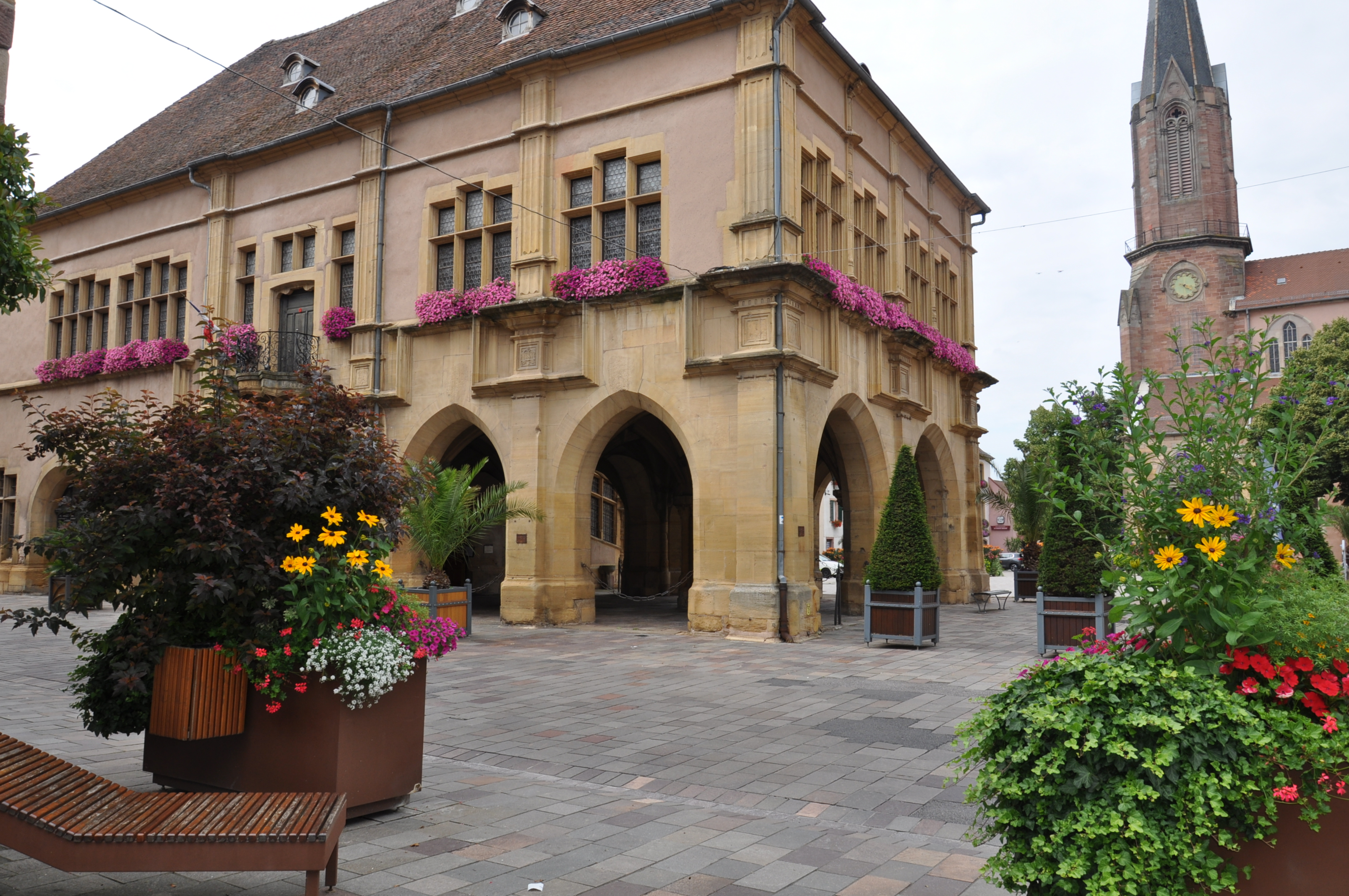
Ehemaliger Regentenpalast, Renaissancegebäude

Nach vermutlich mehr als fünf Jahren Tätigkeit als Advokat belegen die Quellen spätestens am 26. Juni 1584 mit seiner Bestallung zum Kammerprokurator den Eintritt in die vorderösterreichische Regierung in Ensisheim. Eine berufliche Neuorientierung, die ihn bis zum Erreichen seines Ruhestandes erfolgreich ausfüllte. Ein Jahr später wird er am 10. Mai 1585 vorderösterreichischer Kammerrat und am 10. Februar 1597 zum vorderösterreichischen Kanzler ernannt. Nun war er, mit nur 43 Jahren, am Ziel seiner beruflichen Wünsche. Er war das „haubt der canzley“ (Leiter der Kanzlei), damit verantwortlich für die Staatsfinanzen für um die 400.000 Einwohner Vorderösterreichs im Elsass, dem Sundgau und Breisgau sowie für den vorderösterreichischen Teil des Schwarzwaldes. Untergeordnet war er einzig dem Landvogt und der Regierung in Innsbruck in grundsätzlichen Fragen.

## Heirat und soziales Netzwerk
Um 1590 heiratete Andreas Harsch Anna Schütz aus Traubach (F), die Tochter des verstorbenen Dr. Johann Ulrich Schütz († 1582). Schütz war ein angesehener Akademiker der Universität Freiburg und diente später als Regierungsrat der vorderösterreichischen Regierung in Ensisheim (1563–1582).

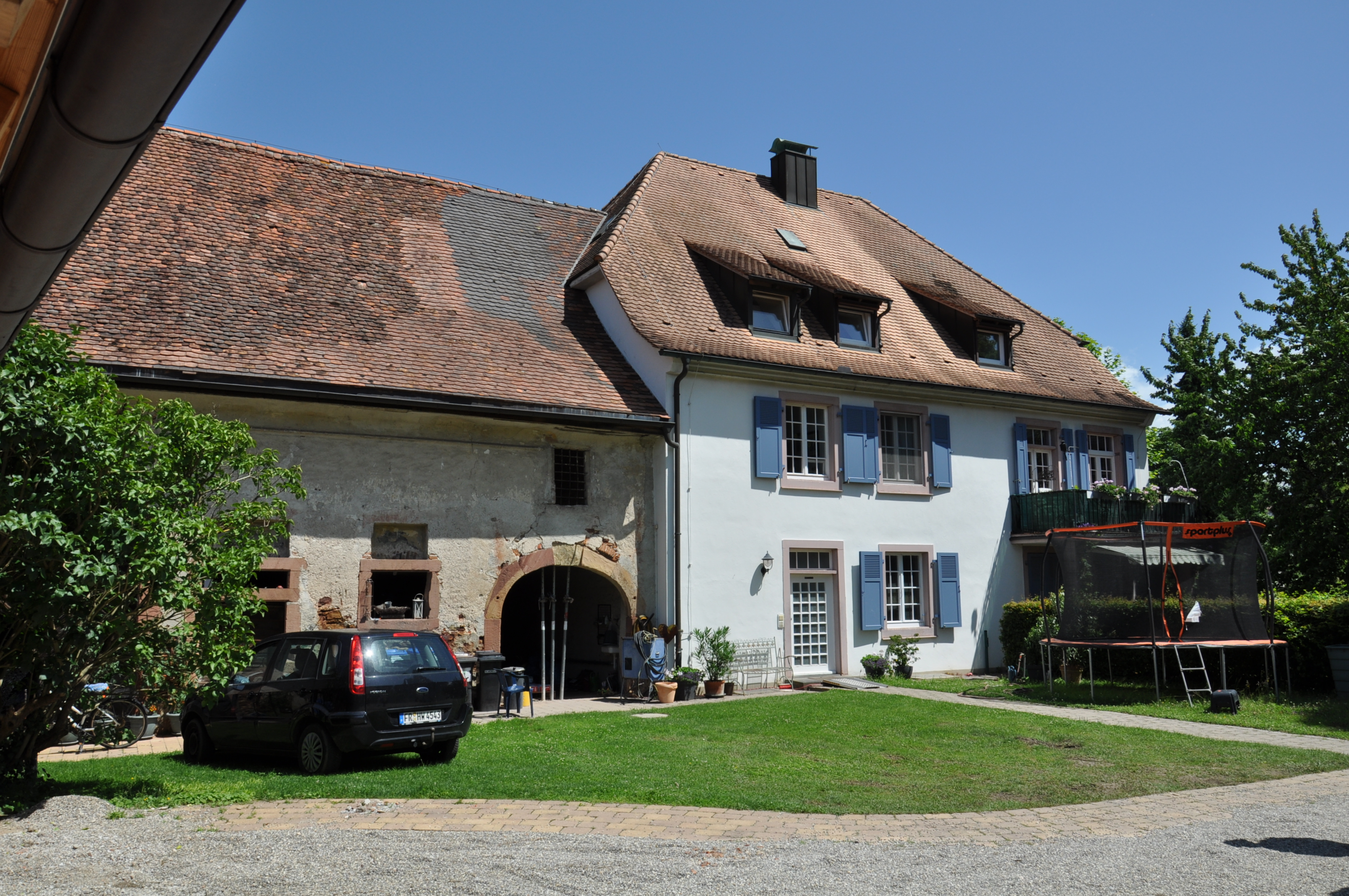
Ehemaliges Schloss der Freiherren von Harsch in Holzhausen

Bereits vor der Eheschließung bewegte sich Harsch sicher in gehobenen Gesellschaftskreisen. Es ist daher nicht auszuschließen, dass er schon vor 1584 Kontakte zur Familie Schütz pflegte. Zugleich war Harsch über Jahrzehnte hinweg rechtlicher Vertreter der Nachkommen von Dr. Mathias Held († 1563/64), einem kaiserlichen Rat und seit 1549 Inhaber der Ortsherrschaft über Holzhausen, Ober- und Niederreute.
Nach Helds Tod vertrat Harsch dessen Söhne Philipp († vor 1575) und Andreas († 1599), beide Gelehrte an der Universität Freiburg und Inhaber der genannten Ortsherrschaft. Ab 1599 vertrat er die Schwester der beiden, Margarethe Held, die in diesem Jahr ihren Bruder beerbt hatte. Im Jahr 1604 – vermutlich dem Jahr ihres Todes – verkaufte sie die Herrschaft über die drei Dörfer an Andreas Harsch.

## Ortsherrschaft und Adel

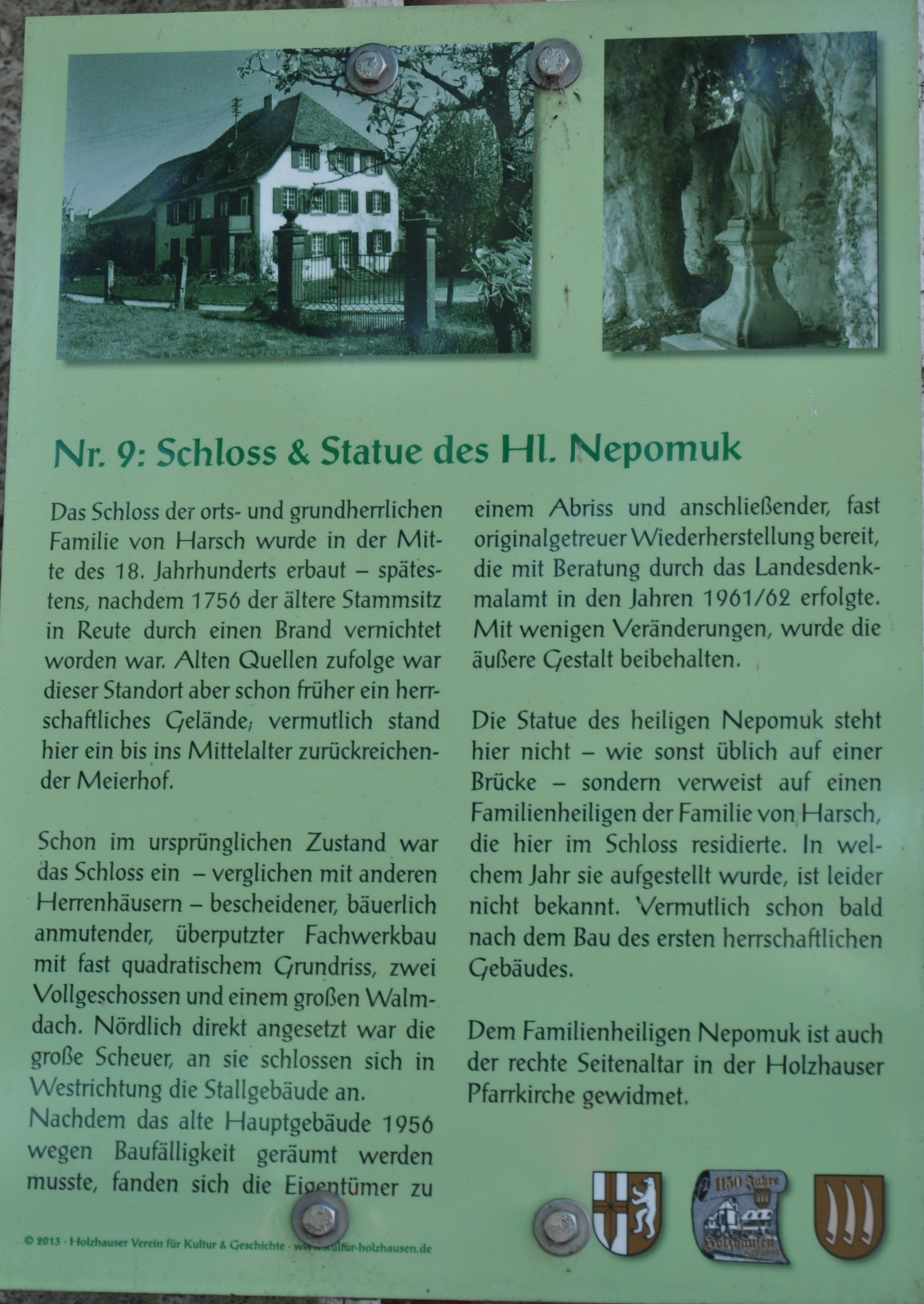
Informationstafel bei der Nepomuk-Statue

1604 wurde Andreas Harsch Ortsherr von Holzhausen, Nieder- und Oberreute. Er bezog mit seiner Familie das Schloss in Oberreute, wo er bis zu seinem Tod 1612 wohnte. Der Erwerb dieser Herrschaft scheint angesichts der Tatsache, dass er bereits 1597 österreichische Lehen in Holzhausen erworben hatte, keine spontane Entscheidung gewesen zu sein, sondern von langer Hand vorbereitet. Darauf verweisen auch seine frühen und offenbar gewinnträchtigen Beteiligungen (1587) an den Silberminen in Rosenberg (Sundgau) und Assel (Auxelles-Bas), die ihm den Erwerb der Herrschaft über drei Dörfer finanziell wahrscheinlich erst ermöglichten.
Neben der Ortsherrschaft war Andreas Harsch durch die Ehe mit Anna Schütz mit der Veste Wieladingen, Burg Namsheim (Hotzenwald) belehnt. Aus seiner Zeit in Holzhausen ist nicht viel bekannt. Ein Anliegen war ihm die Renovierung der verfallenen Buchsweiler Kapelle im Jahre 1605, die er finanziell unterstützte. Nach seinem Tod 1612 fiel die Herrschaft, da seine Ehe kinderlos war, an seinen Bruder Konrad Harsch. Sein Bruder Michael war 1594 als Pfarrer der Pfarrei St. Agnes in Eschbach (Markgräflerland) verstorben.

## Tod und Nachwirkungen
Andreas Harsch starb 1612, im Alter von ungefähr 58 Jahren in Oberreute. Sein beachtenswertes Schicksal vom einfachen, oberschwäbischen Bauernsohn zum vorderösterreichischen Kanzler und Mitglied des Breisgauer Ritterstandes spiegelt einen für Herbertingen seltenen sozialen Aufstieg in der Frühen Neuzeit wider. In seiner Heimat vergessen, zeugen andernorts bis heute zahlreiche Erinnerungen an dieses, wie es der renommierte Sprach- und Familiennamenforscher und Ehrenbürger der Stadt Bad Saulgau Josef Karlmann Brechenmacher (1877–1960) im 3. Riedlinger Tagblatt 1939 Seite 60 in einem Aufsatz über die Herkunft und Häufigkeit des Familiennamens Harsch treffend formulierte: „Harsch - ein hochbegabtes Herbertinger Geschlecht“.
Seine Brüder Michael und Konrad Harsch schlugen andere Wege ein: Michael wurde Pfarrer in Eschbach, Konrad erbte später die Ortsherrschaft über Holzhausen, Oberreute und Niederreute.